# Chana Grosberg
Chana Grosberg (ur. w 1900 w Lublinie, zm. ?) – polska aktorka żydowska, m.in. w zespole Idisze Bande.